# Maedi
Maedi, även maedi-visna (av isländskans ord för andnöd, maedi, resp avmagring, visna), är en sjukdom som drabbar äldre får och som första gången konstaterades i Sverige 1974. Detta ledde till en kartläggning 1975 varvid man konstaterade att det inte rörde sig om ett enskilt utbrott utan att sjukdomen är tämligen landsomfattande. Sjukdomen kan få vittgående ekonomiska konsekvenser: vid ett utbrott i Rute socken på Gotland 2008 tvingades ägarna avliva 500 lamm .

## Spridning
Maedi orsakas av ett virus som angriper lungorna. Detta virus sprids i första hand från tacka till lamm genom mjölken, men kan spridas genom noskontakt. Djuren kan sprida smittan utan att själv visa några symtom. Maedi börjar vanligen genom att drabba enstaka djur men sprider sig lätt till övriga individer i besättningen.

## Sjukdomsförlopp
Viruset har en mycket lång inkubationstid och sjukdomen bryter ofta inte ut förrän då djuret är 3-4 år. Det första symtomet är vanligen en avmagring hos djuret, som så småningom kompletteras av ansträngd andhämtning då det andas genom munnen, ledinflammation och juversvullnad. Slutligen får djuret en vinglig gång vilken kan övergå till förlamning. Sjukdomen har då nått hjärnan.

## Behandling
Sjukdomen är dödlig till 100 %.

## Förebyggande

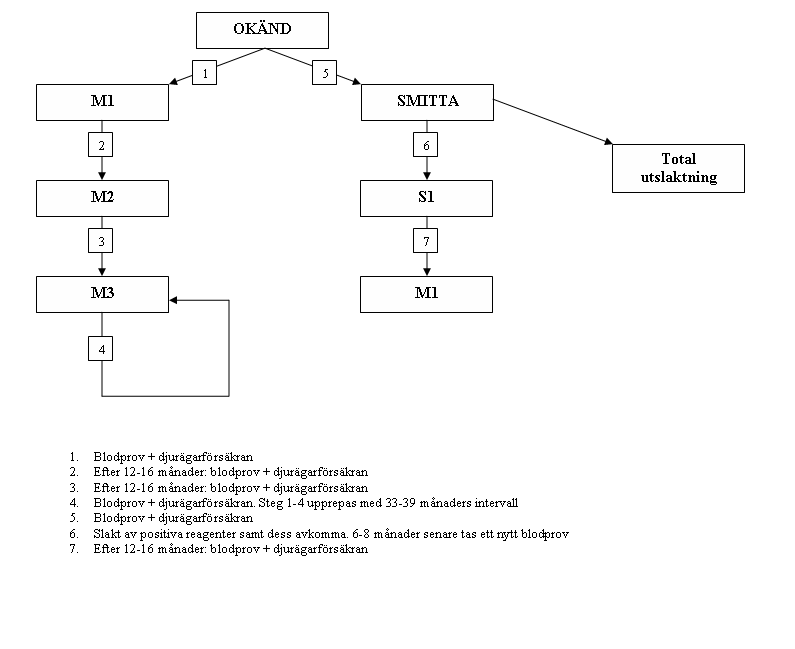
Jordbruksverkets kontrollprogram

Det finns vissa utsikter att genom upprepade blodprov kunna konstatera smittan i en besättning. Blodprov tas första gången på djuret då det är ca ett år, men måste sedan upprepas med ungefär ett års mellanrum för att resultatet skall bli någorlunda tillförlitligt. Smittade djur skall slaktas. I en besättning där maedi konstaterats rekommenderar man att slakta djuren senast då de är ca fyra år. 
År 1993 startade Svenska Djurhälsovården ett kontrollprogram med två vägar: den ena vägen bygger på blodprov och insamling av uppgifter från fårägarna, en djurägarförsäkran och härstamningskontroll. Den andra vägen, en förenklad sådan, startades 2006 och bygger endast på blodprovstagning. Den ses endast som ett komplement.